# Eric Victor Howard Fairtlough
Eric Victor Howard Fairtlough, britanski general, * 1887, † 1944.